# Летище „Мадейра“
Летище „Мадейра“ (на португалски: Aeroporto da Madeira) е международно летище край Санта Круз, обслужващо островите Мадейра в Португалия. Намира се на 13 километра източно-североизточно от град Фуншал, както е именувано неофициално. Летището е свързано с европейски мегаполиси, от където идва големият туристически пътникопоток. Летище Фуншал е четвъртото най-натоварено в Португалия.
Аеропортът е един от най-впечатляващите и опасните, поради местоположението си и спектакуларното строителство на пистата. Предаването "Most Extreme Airports" по History Channel го класира като деветото най-опасно летище в света и третото в Европа след Гибралтар и Куршевел.

## История и развитие
Летището е открито през 1964 година и дълго време е известно със своята необичайно къса писта за излитане и кацане, особено опасна, поради близостта на планини и на Атлантическия океан. Първият полет, който каца на летището е на TAP Portugal с 80 пътници на борда. Засилва се интересът към аерогарата и островите и се налага строителство на втора писта, но вместо това е решено да бъде удължена вече съществуващата и модернизирана, както и е построен нов терминал през 1973 г. През 2000 година пистата е значително удължена, чрез изграждането на естакада, частично над океана. През 2016 година е обявено, че летището ще бъде преименувано на португалския футболист Кристиано Роналдо, който е родом от там.

## Сгради и авиокомпании

#### Терминалът
Летище Мадейра разполага само с един терминал, който е предимно подземен. Има 40 чек-ин гишета, 16 изхода и 7 багажни ленти. Аеропортът не разполага с ръкави, затова пътниците се налага да ходят до терминала пеша или с бусчета биват извозвани.

#### Авиокомпании
| Авиокомпания        | Град – Летище |
| ------------------- | --- |
| ASL Airlines France | Монпелие, Париж „Шарл дьо Гол“ |
| British Airways     | Лондон „Гетуик“ |
| Brussels Airlines   | Брюксел (започва от 1 април) |
| Condor              | Дюселдорф, Лайпциг/Хале, Мюнхен, Франкфурт, Хамбург, Хановер (започва от 30 март), Щутгарт                                                                              |
| easyJet             | Бристъл, Единбург, Лисабон, Лондон „Гетуик“, Манчестър, Порто |
| easyJet Switzerland | Базел/Мюлуз, Женева |
| Germania            | Бремен, Дрезден, Ерфурт, Мюнстер/Оснабрюк, Нюремберг, Фридрихсхафен, Хамбург                                                                                            |
| Jet2.com            | Бирмингам (започва от 2 октомври), Глазгоу, Единбург (започва от 30 октомври), Ист Мидландс, Лийдс/Брадфорд, Лондон „Станстед“ (започва от 3 април), Манчестър, Нюкасъл |
| Lufthansa           | Франкфурт |
| Luxair              | Люксембург |
| Monarch Airlines    | Бирмингам, Лондон „Гетуик“, Манчестър |
| TAP Portugal        | Лисабон, Порто |
| Transavia           | Амстердам |
| Transavia France    | Лион, Порто |

1. ↑  ine.pt
2. ↑  ine.pt